# 斯捷帕尼夫卡 (克拉斯諾庫特西克區)
50°5′50″N 35°4′20″E / 50.09722°N 35.07222°E
斯泰潘尼夫卡（烏克蘭語：Степанівка）是位於烏克蘭東部的村莊，由哈爾科夫州博霍杜希夫區的克拉斯諾庫特斯克市鎮負責管轄。該村始建於1850年，面積0.87平方公里，海拔高度173米，2001年人口245，人口密度每平方公里280.6人。